# Habronattus altanus
Habronattus altanus là một loài nhện trong họ Salticidae.
Loài này thuộc chi Habronattus. Habronattus altanus được Willis J. Gertsch miêu tả năm 1934.